# Монмутський бій (1778)
Монмутський бій (Battle of Monmouth) — епізод американської війни за незалежність, відбувся 28 червня 1778 року.
Британці на чолі з сером Генрі Клінтоном вирушили маршем з Філадельфії на Нью-Йорк. Поблизу села Монмут-Кортхауз (нині місто Фріхолд, штат Нью-Джерсі) вони зіткнулися з американцями. У бою брало участь з обидвох сторін близько 10 тисяч вояків. Американці в бою втратили 362 людей, британці 416. Наказ про відступ, який віддав генерал Чарльз Лі, призвів до того, що британським експедиційним силам відкрився шлях на Нью-Йорк, а сили Джорджа Вашингтона були змушені прикривати відступаючий загін. Героїнею цього бою стала Моллі Пітчер. Генерал Лі згодом за наказ про відступ був відданий під трибунал.